# The Shape of a Broken Heart
The Shape of a Broken Heart è il primo album in studio della cantante francese Imany, pubblicato il 9 maggio 2011 in Austria, Belgio, Francia, Germania e Svizzera dall'etichetta discografica Think Zik!.
Il 22 settembre dello stesso anno, l'album è stato reso disponibile anche in Grecia.

## Tracce
1. Slow Down – 4:12 (Nadia Mladjao, E.M.N')
2. You Will Never Know – 3:48 (Nadia Mladjao, E.M.N', M. N'Gom)
3. Kisses in the Dark – 3:47 (Nadia Mladjao, F. Raha)
4. Where Have You Been – 4:15 (Nadia Mladjao, F. Raha)
5. Grey Monday – 3:13 (Taofik Farah, Nadia Mladjao)
6. Please and Change – 3:10 (Nadia Mladjao, A. "Bleck" Fall)
7. Seat With Me – 4:27 (Nadia Mladjao, Stéfane Goldman)
8. Shape of a Broken Heart – 4:40 (Nadia Mladjao, Stéfane Goldman)
9. Pray for Help – 3:12 (Nadia Mladjao, Stéfane Goldman)
10. I've Gotta Go – 3:55 (Nadia Mladjao, F. Raha)
11. I Lost My Keys – 4:28 (John Altman, Nadia Mladjao)
12. Take Care – 3:04 (Benoît Carré, Nadia Mladjao)

## Classifiche

### Classifiche settimanali
| Classifica (2011/2013) | Posizione raggiunta |
| ---------------------- | ------------------- |
| Belgio (Fiandre)       | 55                  |
| Belgio (Vallonia)      | 47                  |
| Francia                | 19                  |
| Germania               | 47                  |
| Italia                 | 10                  |
| Polonia                | 4                   |
| Svizzera               | 36                  |

### Classifiche di fine anno
| Anno | Paese   | Posizione |
| ---- | ------- | --------- |
| 2011 | Francia | 55        |
| 2012 | Francia | 93        |
| 2012 | Polonia | 15        |
| 2013 | Italia  | 92        |